# Agouni Oufekous
Agouni-Oufekous (Aguni n Ufeqqus) est un village kabyle (berbère) situé dans la wilaya de Tizi-Ouzou, commune de Boudjima à 20 km de la ville de Tizi Ouzou en Algérie. Il est situé entre le village de Tarihant et celui de Tikaatine, au sud Tasift n Yestiten marque la fin des habitations.

## Description
Il s'étend sur plusieurs hectares où se trouvent la majorité des commerces locaux avec des infrastructures tels qu' un centre de santé, une école primaire, une annexe d'état civil, ainsi qu'un bureau de poste. Ses habitants, environ 1000, s'appellent "Ath n wegni-oufekous". L'histoire du village est quasi inconnue d'abord de ses habitants, le nom lui-même en est inexplicable.
Le village est connu dans toute la grande Kabylie[réf. nécessaire] par un fameux avion qui était destiné à être construit comme la maison d'un des habitants. Ce dernier est bâti en béton armé sur une colline qui chapeaute le village.